# Kmećani
Kmećani är ett samhälle i Bosnien och Hercegovina.   Det ligger i entiteten Republika Srpska, i den nordvästra delen av landet, 150 km nordväst om huvudstaden Sarajevo. Kmećani ligger 303 meter över havet och antalet invånare är 238.
Terrängen runt Kmećani är huvudsakligen lite kuperad. Kmećani ligger nere i en dal.Närmaste större samhälle är Sanski Most, 18,9 km väster om Kmećani.
Omgivningarna runt Kmećani är en mosaik av jordbruksmark och naturlig växtlighet. Runt Kmećani är det ganska tätbefolkat, med 67 invånare per kvadratkilometer.